# 加藤郁乎
加藤 郁乎（かとう いくや、1929年1月3日 - 2012年5月16日）は、日本の詩人、俳人、俳諧評論家。

## 経歴
東京府に生まれる。父は早稲田大学教授であり、長谷川零余子に師事した俳人加藤紫舟（本名・中庸）。
1951年、早稲田大学文学部演劇科卒業。
卒業後は日本テレビに勤務し、また商事会社を経営。
俳句は父に教えを受けつつ、日野草城、西東三鬼、高柳重信の影響を受け、父の主宰誌『黎明』に新芸術俳句を発表。1950年に父が没してのちは『黎明』の主宰を継いだ。のちに詩を吉田一穂、西脇順三郎に師事した。昭和30年代には『俳句評論』『ユニコーン』などの前衛俳句誌にも参加した。
初期の代表作に「冬の波冬の波止場に来て返す」「昼顔の見えるひるすぎぽるとがる」「天文や大食（タージ）の天の鷹を馴らし」などがあり、西欧詩に学んだ詩的実験を定型俳句で展開し、俳壇の内外で評判を得た。
俳句、詩、評論の分野でさかんに発表し、1972年に文筆家として独立。江戸俳諧研究にも取り組んだ。句作も後年は江戸趣味・俳諧趣味に傾き「小細工の小俳句できて秋の暮」「俳人も小粒になりぬわらび餅」のような句を作った。
澁澤龍彦や松山俊太郎、池田満寿夫など異端的文学者との交友でも知られ、澁澤が『血と薔薇』の編集長を務めていた時期には、同誌の販売促進のため澁澤を『11PM』に出演させたこともある。回想記『後方見聞録』の文庫版増訂時には、当時澁澤の妻だった矢川澄子との不倫を告白して物議をかもした。
1998年、自身の単独選考による加藤郁乎賞を創設、後進の育成にも力を注いだ。2001年、『加藤郁乎俳句集成』により二十一世紀えひめ俳句賞富澤赤黄男賞受賞。2005年、『市井風流 - 俳林随筆』により第5回山本健吉文学賞評論部門受賞。2011年、句集『晩節』により第11回山本健吉文学賞俳句部門受賞。
2012年5月16日に心不全で死去。83歳没。

## 加藤郁乎賞
加藤郁乎の単独選考による文学賞。句集、評論などに与えられた。
- 第1回（1998年度）手島泰六 『手島右卿論』
- 第2回（1999年度）黛まどか 『ら・ら・ら奥の細道』
- 第3回（2000年度）辻井喬 『小説石田波郷 命あまさず』
- 第4回（2001年度）筑紫磐井 『定型詩学の原理』
- 第5回（2002年度）辻桃子 『饑童子』
- 第6回（2003年度）復本一郎 『子規との対話』
- 第7回（2004年度）有馬朗人 『不稀』
- 第8回（2005年度）角川春樹 『JAPAN』
- 第9回（2006年度）仁平勝 『俳句の射程』
- 第10回（2007年度）森村誠一 『小説道場』
- 第11回（2008年度）伊藤勲 『加藤郁乎論』
- 第12回（2009年度）坂口昌弘 『ライバル俳句史』
- 第13回（2010年度）安部元気 『一座』
- 第14回（2011年度）戸恒東人 『誓子 - わがこころの帆』

## 著書

### 句集
- 『球体感覚』（俳句評論社） 1959
- 『えくとぷらすま』（冥草社） 1962
- 『形而情学』（昭森社） 1966
- 『牧歌メロン』（仮面社） 1970
- 『微句抄』（南柯書局） 1974
- 『定本加藤郁乎句集』（人文書院） 1975
- 『佳気颪』（コーベブックス） 1977
- 『江戸桜』（小沢書店） 1988
- 『粋座』（ふらんす堂） 1991
- 『加藤郁乎句集』（砂子屋書房） 1994
- 『初昔』（ふらんす堂） 1998
- 『加藤郁乎俳句集成』（沖積舎） 2000
- 『實』（文學の森） 2006
- 『晩節』（角川学芸出版） 2010 - 山本健吉文学賞俳句部門受賞
- 『了見』（書肆アルス） 2013

### 詩集
- 『終末領 詩集』（思潮社） 1965
- 『ニルヴァギナ』（薔薇十字社） 1971
- 『加藤郁乎詩集』（思潮社現代詩文庫） 1971
- 『詩篇』（思潮社） 1974
- 『姦吟集 六行詩集』（林檎屋） 1974
- 『エジプト詩篇』（立風書房） 1981
- 『閑雲野鶴抄』（沖積舎） 1999
- 『加藤郁乎詩集成』（沖積舎） 2003

### 評論・研究
- 『眺望論 詩論集』（現代思潮社） 1964
- 『遊牧空間』（三一書房） 1970
- 『かれ発見せり』（薔薇十字社） 1972
- 『後方見聞録』（コーベブックス） 1976、のち学研M文庫 2001
- 『夢一筋 近代文学逍遙』（コーベブックス、南柯叢書） 1976 - 瀧口修造論
- 『旗の台管見 書評集』（コーベブックス） 1977
- 『半風談』（九藝出版） 1978
- 『意気土産』（小沢書店） 1979
- 『江戸の風流人』（小沢書店） 1980
- 『俳諧志』（潮出版社） 1981、のち新編 岩波現代文庫（全2巻） 2014
- 『江戸俳諧歳時記』（平凡社） 1983、のち平凡社ライブラリー（全2巻） 2007
- 『続 江戸の風流人』（小沢書店） 1983
- 『古意新見 筆払1』（小沢書店） 1988
- 『閑談前後 筆払2』（小沢書店） 1988
- 『日本は俳句の国か』（角川書店） 1996
- 『江戸俳諧にしひがし』（飯島耕一共著、みすず書房、大人の本棚） 2002
- 『市井風流 俳林隨筆』（岩波書店） 2004 - 山本健吉文学賞評論部門受賞
- 『坐職の読むや』（みすず書房） 2006
- 『俳の山なみ 粋で洒脱な風流人帖』（角川学芸出版） 2009
- 『俳人荷風[4]』（岩波現代文庫） 2012

### 小説
- 『エトセトラ』（薔薇十字社） 1973
- 『腟内楽』（大和書房） 1975

### 編著
- 『むらさき控 新編江戸歳事記』（小沢書店） 1985

- 『近世滑稽俳句大全』（編著、読売新聞社） 1993

## 関連文献
- 仁平勝 『加藤郁乎論』 沖積舎, 2003
- 坂口昌弘著『平成俳句の好敵手』文學の森
- 伊藤勲 『加藤郁乎新論』 沖積舎, 2009